# Lễ trọng
Lễ trọng là bậc lễ cao nhất trong lịch phụng vụ của Giáo hội Công giáo, liên quan đến một sự kiện đức tin về Chúa Ba Ngôi, Chúa Giêsu, Đức Mẹ Maria hay các vị thánh quan trọng khác. Việc cử hành lễ trọng bắt đầu bằng việc cầu nguyện vào buổi tối trước ngày diễn ra lễ trọng đó (còn gọi là đêm canh thức hoặc lễ vọng). Trong tiếng Latinh, lễ trọng là sollemnitas, bao gồm tiền tố sollus (toàn bộ) và annus (năm), nghĩa là ngày lễ "quanh năm".